# TheWrap
TheWrap est un organisme de presse couvrant les activités de divertissement et de médias via des événements numériques, des magazines et du contenu direct. La société a été fondée par la journaliste Sharon Waxman en 2009.

## Contexte
TheWrap a remporté plusieurs prix pour son journalisme, y compris le meilleur site Web en 2018 pour une organisation de presse exclusive à Internet aux SoCal Journalism Awards du LA Press Club et le meilleur site Web de divertissement en 2018 aux National Arts and Entertainment Journalism (NAEJ),. En 2016, le NAEJ du LA Press Club a attribué au site ses meilleurs prix pour la photographie de long métrage et le blog WaxWord de Sharon Waxman, ainsi que la deuxième place pour le meilleur site Web de divertissement et la publication de divertissement. Le site a été nommé meilleur site d'actualités en ligne en 2012 et 2009 par le même groupe.
TheWrap a aussi été élu pour les 12e National Arts & Entertainment Journalism Awards du Los Angeles Press Club, y compris le meilleur site Web.
TheWrap produit une série de rassemblements de leaders d'opinion, y compris la série de petits-déjeuners Power Women et le Summit, la série de projections des Oscars et The Grill, une conférence de direction centrée sur la convergence du divertissement, des médias et de la technologie.